# Jérôme Laurent
Jérôme Laurent, né en 1960 à Bordeaux, est professeur émérite à l’Université de Caen Normandie.

## Biographie
Ancien élève de l’ENS de Saint Cloud, il soutient en 1988 une thèse sur Plotin sous la direction de Pierre Aubenque. Maitre de Conférences à Créteil de 1989 à 1991, puis à la Sorbonne (Paris IV) de 1991 à 1999, il devient Professeur à Caen en 1999. Spécialiste de philosophie antique et plus particulièrement de la tradition platonicienne, il dirige et a dirigé des thèses sur la philosophie antique (Platon, Aristote, les Stoïciens, les Cyniques) et la philosophie russe           (Chestov, Berdiaev, Soloviev). Il a dirigé l’École Doctorale « Histoire, mémoire, patrimoine, langage », ED 558 de 2015 à 2021 et a participé à la création et à l’organisation du programme « Radian » (doctorat en création artistique) à la Comue Normandie Univeristé de 2018 à 2021. Il codirige, avec Michel Niqueux, la collection « Pensée russe » aux Presses Universitaires de Caen.

### Ouvrages
- Les fondements de la Nature selon Plotin, Procession et Participation, Paris, Vrin, Bibliothèque d'histoire de la philosophie, 1992, 253 p.
- L'homme et le monde selon Plotin, Fontenay-aux-Roses, ENS éditions, 1999, 198 p.
- Platon, Paris, Hatier, 1999, collection « Profil philosophie », 79 p.
- La Mesure de l’Humain selon Platon, Paris, Vrin, 2002,  217 p.
- Le Charme, Paris, Larousse, 2008, 219 p.
- L’éclair dans la nuit. Plotin et la puissance du Beau, Chatou, La Transparence, 2011, 214 p.
- Leçons sur l’Éthique à Nicomaque, Paris, Ellipses, 2013, 222 p.
- L’autre versant du cri. Sur la poésie de Jean-Louis Chrétien, (co.dir. avec Jérôme de Gramont) Paris, Corlevour, 2023, 169p.

### Traductions
- Plotin, traité 1 Sur le beau, traduction, notice et notes, dans Plotin, Traités, sous la dir. de L. Brisson et J.-F. Pradeau, Paris, GF-Flammarion, 2002, p. 55-92.
- Plotin, traité 26, Sur l’impassibilité des incorporels, traduction, présentation et notes dans Plotin, traités 22-26, sous la dir. de L. Brisson et J.-F. Pradeau, Paris, GF-Flammarion, 2004, p. 159-240,.
- Plotin, traité 13, Considérations diverses, en collaboration avec J.-F. Pradeau, dans Plotin, traités 7-21, 2003, p. 283-305.
- Plotin. Traité 31(V, 8), Sur la beauté intelligible, traduction présentation et notes dans Plotin, traités 30-37, Paris, GF-Flammarion, 2006, p. 75-127.